# (295) Терезия
(295) Терезия (нем. Theresia) — типичный астероид главного пояса, который был открыт 17 августа 1890 года австрийским астрономом Иоганном Пализа в Венской обсерватории и назван в честь Марии Терезии, королевы Венгрии.

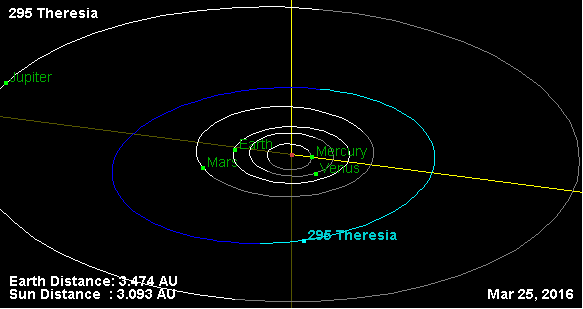
Орбита астероида Терезия и его положение в Солнечной системе